# 那賀川町原
那賀川町原（なかがわちょうはら）は、徳島県阿南市の大字。2010年10月1日現在の人口は201人、世帯数は62世帯。郵便番号は〒779-1231。

## 地理
阿南市の北部に位置。北から西は羽ノ浦町中庄、南は那賀川町古津に接する。ほぼ中央をJR牟岐線が通る。稲作中心の農業地帯であるが、ほとんどが兼業農家で一部ではキュウリ・イチゴ等の施設園芸に取り組む。

## 歴史
2006年（平成18年）3月20日に那賀郡那賀川町が阿南市と合併し、阿南市那賀川町原になる。

## 施設
- 皇子神社

## 交通

### 道路
都道府県道
- 徳島県道128号阿南羽ノ浦線